# Trudner Horn
Das Trudner Horn (italienisch Monte Corno) ist ein 1781 m hoher Berg in den Fleimstaler Alpen.

## Lage und Umgebung
Das Trudner Horn ist ein wenig markanter Gipfel in dem bewaldeten Bergkamm, der das Südtiroler Unterland vom Fleims- und Cembratal im Trentino (Italien) trennt. Während es gegen Südosten rasch zum Fleimstal bei Capriana und Altrei abfällt, ist ihm Richtung Westen zum Etschtal hin die Königswiese vorgelagert, mit der das Trudner Horn über den Gfriller Sattel (1450 m) verbunden ist. Nach Südwesten setzt sich der Bergkamm mit nur geringen Höhenunterschieden über zahlreiche Kuppen fort, nach Nordosten wird er hingegen bald durch den Zisssattel (1489 m) eingeschnitten, um danach – nur noch geringere Höhen erreichend und immer leicht abfallend – am San-Lugano-Sattel auszulaufen.
Der Gipfel des Trudner Horns liegt knapp auf Trentiner Seite, ebenso wie die bewirtschaftete Horn-Alm, die sich etwas unterhalb auf 1710 m Höhe befindet. Die nach Norden und Westen Richtung Mühlental ausgerichteten Flanken auf Südtiroler Seite, Hüttwald genannt, sind im Naturpark Trudner Horn unter Schutz gestellt. Der Berg ist durch mehrere Wanderwege erschlossen, die vom auf einer nordwestlich dem Horn vorgelagerten Terrasse gelegenen Gschnon sowie vom südwestlichen Gfrill, nordöstlichen Truden und südöstlichen Capriana und Altrei aus zugänglich sind.

## Name

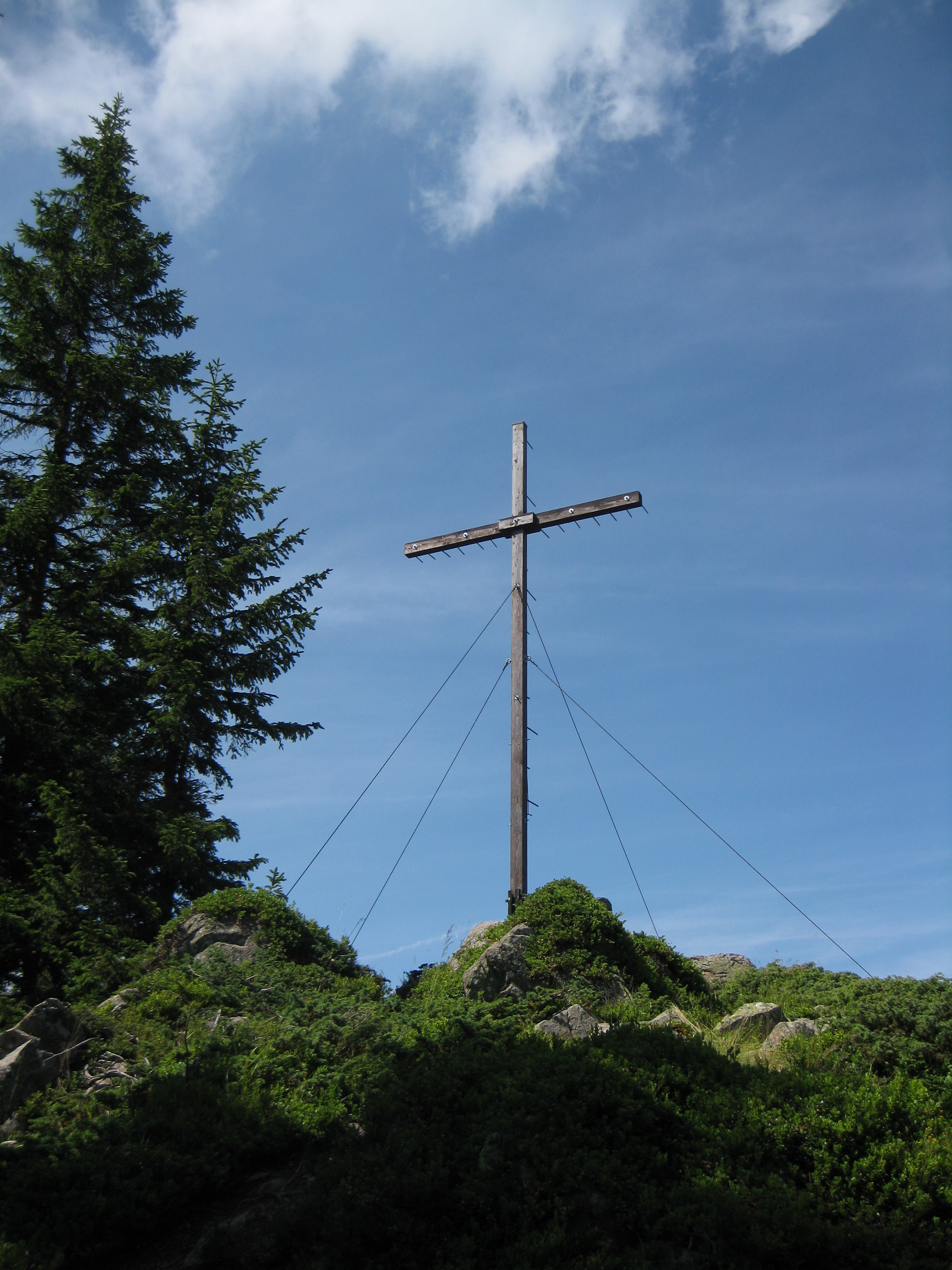
Das Gipfelkreuz

Der Berg scheint bereits 1234 unter der lateinischen Namensform Cornus auf, die ab der Zeit um 1500 auch als Horn belegt ist. Im Atlas Tyrolensis aus der zweiten Hälfte des 18. Jahrhunderts wird er als Horn B. verzeichnet, um 1900 wird er Hornspitz genannt. Der Namenszusatz Trudner nach dem nahen Dorf Truden ist jüngeren Datums.